# آربورگ
آربورگ (انگلیسی: Arburg) شرکت صنایع شیمیایی آلمانی است، که در سال ۱۹۲۳ تأسیس شد.